# Życie wśród pól
Życie wśród pól (oryg. wł. Vita dei campi) - tom opowiadań Giovanniego Vergi opublikowany po raz pierwszy w 1880. Zawarte w zbiorze utwory, których bohaterami są sycylijscy chłopi, należą do najważniejszych dzieł literackich epoki weryzmu, a zarazem do najlepszych tekstów Vergi. 
Verga po raz pierwszy poruszył znaną mu z osobistego doświadczenia tematykę życia na wsi sycylijskiej w opublikowanym w 1875 opowiadaniu Nedda. Kolejne utwory przedstawiające codzienne życie ubogich chłopów z Sycylii powstawały w ciągu kolejnych pięciu lat, równolegle ze zbliżoną tematycznie powieścią Rodzina Malavogliów. Zawarte w tomie opowiadania konstruowane były w oparciu o jednolitą poetykę werystyczną, której założenia Verga wyłożył w przedmowie do jednego z nich - Kochanki Gramigny. Zgodnie z nimi dzieło literackie jest całkowicie autonomiczne w stosunku do swojego autora. Pisarz nie zajmuje stanowiska wobec opisywanych wydarzeń, nie sympatyzuje też z poczynaniami postaci. Narratorem każdego tekstu jest człowiek z ludu, zakorzeniony w realiach Sycylii, posługujący się ludowym językiem, przywołujący typowe dla ludowego imaginarium obrazy. Autor może posługiwać się jedynie pośrednio komentarzem o charakterze ironicznym lub lirycznym.
W odróżnieniu od francuskiego naturalizmu, który w znaczący sposób wpłynął na koncepcję weryzmu Vergi, poetyka werystyczna w ujęciu tego pisarza nie zakłada wpływu deterministycznych sił na losy bohaterów. Opowiadania tworzące tom Życie wśród pól nie aspirują do miana "naukowych studiów postaci", a dzieje opisywanych postaci tylko w niewielkim stopniu są kształtowane w oparciu o uniwersalne prawa rządzące procesami biologicznymi i społecznymi. Bohaterowie Życia wśród pól są z jednej strony postaciami typowymi, z drugiej jednak wyróżniają się swoim zachowaniem ze społeczności, na tle których są przedstawiani. Ich zachowanie nie zawsze daje się logicznie wytłumaczyć i zinterpretować, co być może wynika ze swoistego prymitywizmu postaci, niemal bez wyjątku wywodzących się ze środowiska chłopskiego. Bohaterowie przeżywają gwałtowne namiętności, angażują się w konflikty uczuciowe. 
W skład Życia wśród pól wchodzą następujące opowiadania:
- Rycerskość wieśniacza
- Wilczyca
- Fantazja
- Pasterz Jeli
- Malpelo
- Kochanka Gramigny
- Wojna świętych
- Pentolacccia
- Jak, kiedy, dlaczego (dodane do tomu w drugim wydaniu, jedyne opowiadanie o tematyce salonowej, a nie sycylijskiej)[1].

Życie sycylijskich wieśniaków jest głównym tematem również innego tomu opowiadań Vergi - Nowel wieśniaczych, gdzie jednak ujęcie problemu jest wyraźnie odmienne. Nieobecne są wątki romansowe i gwałtowne namiętności, zaś utwory skupiają się na zagadnieniach ekonomiczno-bytowych.